# The Temptress

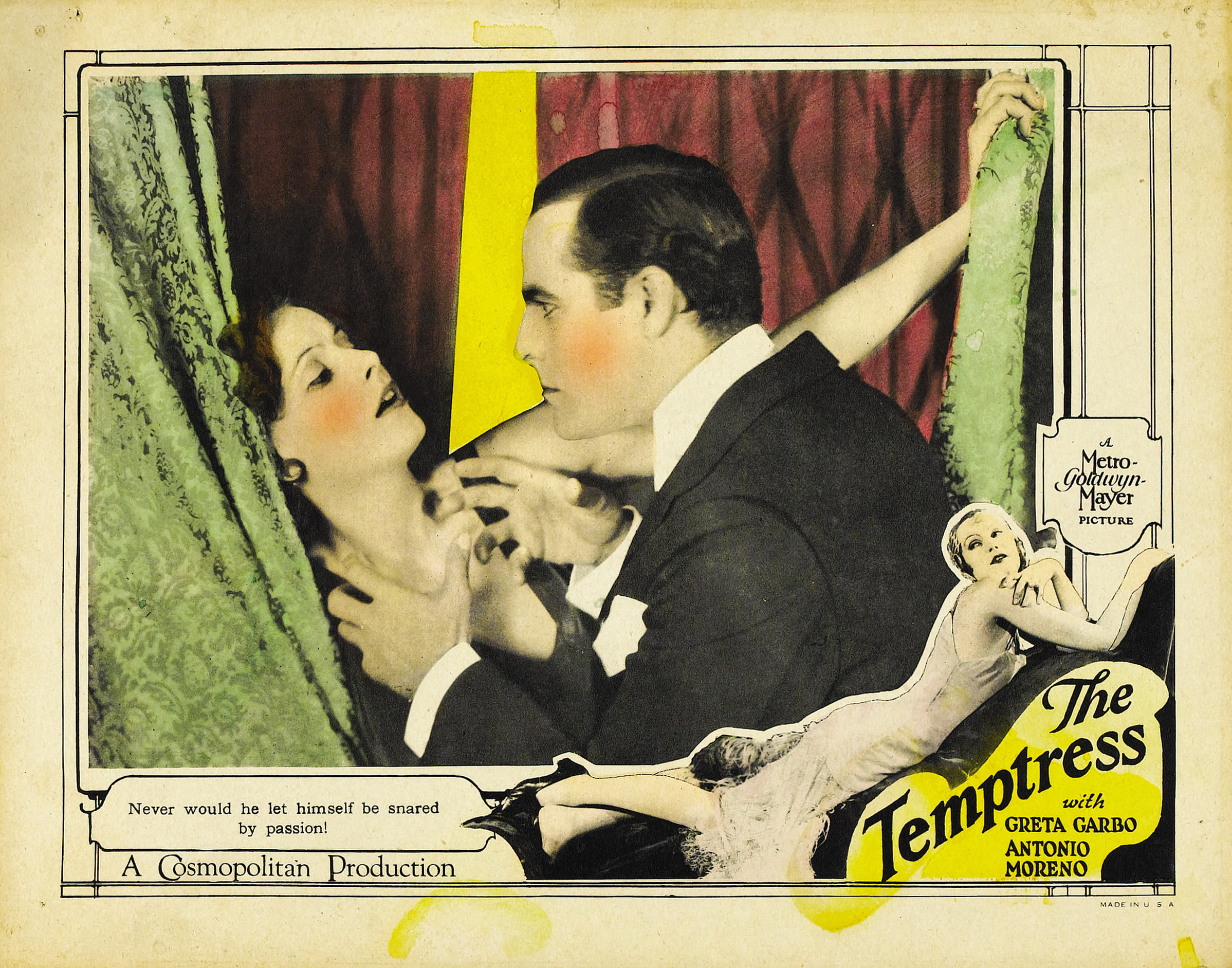
Lobby Card

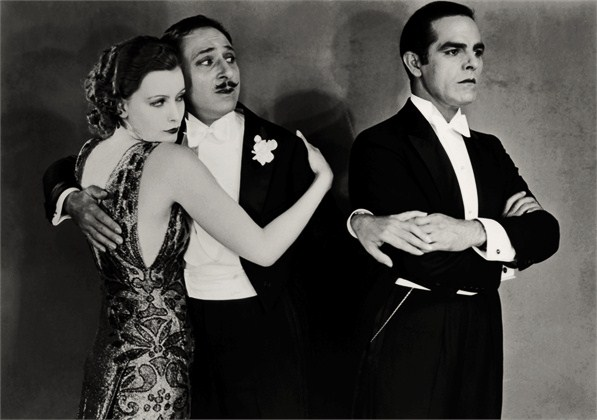
Greta Garbo, Armand Kaliz en Antonio Moreno in The Temptress

The Temptress is een Amerikaanse stomme film uit 1926 onder regie van Fred Niblo. De film is gebaseerd op de roman La Tierra de Todos van Vicente Blasco Ibáñez. Destijds werd de film in Nederland uitgebracht onder de titels De Koningin der Verleidsters en Een Fatale Vrouw.

## Verhaal
De film opent op een gemaskerd bal in Parijs. Fontenoy probeert de ongelukkige Elena het hof te maken, maar zij heeft geen interesse in de man. Ze rent weg en ontmoet buiten ingenieur Manuel Robledo. Hij wordt onmiddellijk betoverd door haar beeldschone verschijning en ook zij kan de man niet weerstaan. Nog voordat ze elkaars naam kennen, verklaren ze elkaar de liefde en brengen samen de nacht door. De volgende dag zoekt hij markies de Torre Bianca op, een oude vriend die hij niet meer heeft gezien sinds hij op zakenreis naar Argentinië is gegaan. Hij wordt voorgesteld aan zijn vrouw, die niemand minder dan Elena blijkt te zijn. Hij is beledigd en gelooft haar dan ook niet als zij hem vertelt dat ze bereid is haar man voor hem te verlaten.
Nog diezelfde avond volgt er een formeel diner, waar Fontenoy de gastheer van is. Hij is bankroet en onthult het geheim dat hij toestemming van Bianca heeft gekregen om Elena als zijn minnares te hebben, in ruil voor financiële zekerheid. Hij geeft Elena de schuld van zijn geldschulden en pleegt vervolgens zelfmoord door een beker met gif te drinken. Bianca kan zijn schulden niet meer betalen, waarop Elena hem al haar juwelen geeft. Ze worden onderbroken door Robledo, die aankondigt dat hij Parijs voorgoed zal verlaten. Elena probeert hem tegen te houden, maar slaagt hier niet in.
Robledo keert terug naar Argentinië, waar hij met open armen wordt ontvangen door de dorpsbewoners en zijn vrienden, waaronder Canterac, Pirovani, Timoteo en Rojas. Hij is in de stad de leider van de bouw en hij wordt dan ook regelmatig lastiggevallen door Manos Duras, de plaatselijke bandiet. Op een dag wordt hij bezocht door Elena en Bianca. Robledo is niet blij met haar komst en herinnert haar eraan dat dit een land is waar hard werken meer wordt gewaardeerd dan er deftig uitzien. Desondanks lokt ze de aandacht van alle mannelijke inwoners van het dorp, inclusief Manos Duras. Hij probeert haar te zoenen, maar wordt tegengehouden door Robledo.
Duras is razend en daagt Robledo uit tot een duel. Ze houden een zweepgevecht, dat Robledo tot ieders verbazing wint. Hij is echter zeer toegetakeld en wordt verzorgd door Elena. Zij is nog steeds smoorverliefd op hem, maar Robledo wil niets met haar te maken hebben. Die avond komt Duras terug om wraak te nemen en probeert Robledo dood te schieten. Hij raakt echter Bianca, die ter plekke overlijdt. Robledo raadt Elena hierna aan om terug te gaan naar Parijs. Ondertussen wordt er een feest in de stad gehouden om Bianca te eren. Hoewel hij in het buitenland een vrouw heeft die op hem wacht, verleidt Canterac de ongelukkige Elena. Als Pirovani dit ziet, wordt hij razend en scheldt hem uit. Canterac reageert hierop door hem dood te steken met zijn zwaard.
Elena rent angstig weg en komt Robledo tegen die haar vertelt dat de dood van Fontenoy, Bianca en Pirovani aan haar te wijten is. Zij antwoordt hierop dat het niet haar schuld is en ze enkel werd gebruikt door de mannen voor hun plezier. Ze vertelt ook dat ze zielsveel van hem houdt, maar Robledo denkt dat ze zijn leven zal ruïneren en verstoot haar. Intussen is Duras nog altijd razend op Robledo en blaast de dam op die hij heeft gebouwd. Robledo schakelt de hulp van alle dorpsinwoners in om het open gedeelte te barricaderen, maar ze zijn niet snel genoeg voor de snelle stroming.
Terwijl het dorp onder water loopt, keert Robledo terug naar huis. Hij wijst Elena aan als de verantwoordelijke voor de damdoorbraak en probeert haar te wurgen. Hij realiseert zich echter dat hij van haar houdt en kust haar. Ze merkt dat hij al zijn hoop heeft opgegeven in het lot van het dorp en verlaat Argentinië om zijn leven niet nog meer te verwoesten. Er gaan zes jaren voorbij. Robledo is inmiddels een zeer succesvolle ingenieur, die met zijn nieuwe verloofde naar Parijs reist. Hier komt hij Elena tegen, die een eenzame en gedeprimeerde vrouw is geworden. Hij probeert met haar te praten, maar zij zegt dat ze niet weet wie hij is en vertrekt zonder Robledo aan haar zijde.

## Rolbezetting
| Acteur               | Personage               |
| -------------------- | ----------------------- |
| Greta Garbo          | Elena                   |
| Antonio Moreno       | Manuel Robledo          |
| Marc McDermott       | M.Fontenoy              |
| Lionel Barrymore     | Canterac                |
| Armand Kaliz         | Markies de Torre Bianca |
| Roy D'Arcy           | Manos Duras             |
| Robert Anderson      | Pirovani                |
| Francis McDonald     | Timoteo                 |
| Hector Sarno         | Rojas                   |
| Virginia Brown Faire | Celinda                 |

## Productie
Al tijdens de opnames van Ibáñez' Torrent (1926), Greta Garbo's eerste Amerikaanse film besloten de filmproducenten Irving Thalberg en Louis B. Mayer dat haar tweede film ook gebaseerd zou zijn op een boek van Vicente Blasco Ibáñez. Ze kozen zijn verhaal La Tierra de Todos. Garbo wilde enkel aan de film meewerken als Mauritz Stiller werd aangewezen als regisseur. De bazen van Metro-Goldwyn-Mayer waren niet zeker of Stiller raad zou weten met de film, maar gaven Garbo in december 1925 haar zin. Ze was aanvankelijk niet bereid om een vamp spelen, omdat ze wilde dat het publiek haar zag als een goedaardige vrouw. Maar omdat ze mocht samenwerken met Stiller, maakte ze hier niet al te veel ophef over.
In het begin van 1926 schreef Dorothy Farnum het script. Stiller was niet tevreden met het resultaat, en bracht enkele veranderingen aan de tussenteksten. Thalberg zag echter Ibáñez's stijl vergaan en schakelde de hulp in Farnum, die het scenario voltooide op 18 februari 1926. Stiller ging hier niet mee akkoord en was nog bezig met de herschrijvingen toen de opnames begonnen op 24 maart. Er hing toen onaangename sfeer. Stiller vond dat er te veel mensen op de set waren en stuurde het grote gedeelte van de crewleden weg. Tijdens de voorbereidingen werd hij nog door Charlie Chaplin aangeraden om een circusscène toe te voegen aan de film. Chaplin deed dit, omdat hij onlangs een enorm budget het uitgegeven aan de film The Circus (1928) en profijt wilde halen uit het circus dat hij speciaal voor de film had gekocht. Chaplin vroeg een bedrag van $100.000, maar omdat hij midden in een scheiding lag met Lita Grey, verhuurde hij het circus voor $20.000.
Stiller kon al vanaf het begin van de opnames niet goed overweg met de mannelijke hoofdrolspeler Antonio Moreno en cameraman Tony Gaudio. Er werd verwacht dat Stiller geen steun zou krijgen van de bazen van MGM, maar Mayer gaf, tot iedereens verbazing, Moreno en Gaudio de opdracht de aanwijzingen van Stiller altijd te volgen. De hoofdrolspeler nam daarom contact op met Thalberg op om Stiller te ontslaan, omdat er veel onkosten waren en de regisseur grote bedragen spendeerde. Stiller was volgens Garbo erg humeurig in deze periode en was erg streng tegen iedereen op de set. Wegens zijn gebrek aan kennis over de Engelse taal vond hij het lastig te communiceren met zijn collega's. Toen Thalberg het eerste beeldmateriaal zag, wist hij niet wat hij ermee aan moest en dreigde Stiller te ontslaan. Mayer stond er echter op de regisseur nog een kans te geven.
Tijdens Garbo's vierde werkdag kreeg ze een telegram uit Stockholm, waarin stond dat haar zus Alva was gestorven aan tuberculose. Ze stortte volledig in en moest door assistenten naar huis gebracht worden. Ze nam enkele dagen vrij om het verlies te verwerken, maar kreeg al snel bericht dat ze terug naar de set moest komen. Ze was nog lang niet bereid om te werken toen ze terugkeerde naar de set. Zelf vertelde ze dat ze dit toch deed uit loyaliteit naar Stiller, maar eigenlijk moe, misselijk en verdrietig was. Er gingen enkele dagen voorbij, toen ze opeens regisseur Fred Niblo de set zag. Ze kreeg pas als een van de laatsten te horen dat Thalberg hem op 29 april had ontslagen. Thalberg had besloten dat al Stillers scènes moesten worden verwijderd.
Hoewel Garbo deze opeenvolgende gebeurtenissen beschreef als 'traumatisch', kwam ze elke dag opdagen op de set. Er was een taalbarrière tussen Niblo en Garbo, maar het lukte hen om de film af te maken. Op 26 juli werd de allerlaatste scène opgenomen. Garbo was op dat moment op de rand van een zenuwinzinking en weigerde nog een rol van een vamp te spelen.

## Ontvangst
In augustus 1926 woonden Garbo en Stiller een voorpremière bij. Stiller was niet blij dat al zijn scènes opnieuw werden opgenomen. Ook Garbo was niet tevreden met het eindresultaat en noemde de film 'vreselijk'. Een nationale première vond plaats in oktober 1926. Het kreeg veel lof van zowel critici als het publiek. Het tijdschrift Life schreef dat Garbo's acteerspel iedereen positief verraste en in de New York Mirror stond dat ze veel passie had. In het najaar van 1926 groeide ze uit tot een grote ster.
The Temptress bracht in de Verenigde Staten $587.000 op en in de rest van de wereld $378.000, met een totale opbrengst van $965.000. In Nederland werd de film geschikt bevonden voor kijkers van 18 jaar en ouder. De film werd in de Verenigde Staten uitgebracht op dvd, als onderdeel van dvdcollectie van Garbo.